# Vieux-Villez
Vieux-Villez is een plaats en voormalige gemeente in het Franse departement Eure in de regio Normandië en telt 160 inwoners (1999). De plaats maakt deel uit van het arrondissement Les Andelys.

## Geschiedenis
De gemeente fuseerde op 1 januari 2016 met Aubevoye en Sainte-Barbe-sur-Gaillon tot de commune nouvelle Le Val d'Hazey.

## Geografie
De oppervlakte van Vieux-Villez bedraagt 2,6 km², de bevolkingsdichtheid is 61,5 inwoners per km².
De onderstaande kaart toont de ligging van Vieux-Villez met de belangrijkste infrastructuur en aangrenzende gemeenten.

## Demografie
Onderstaande figuur toont het verloop van het inwonertal (bron: INSEE-tellingen).